# Zweisprachiges Straßenschild

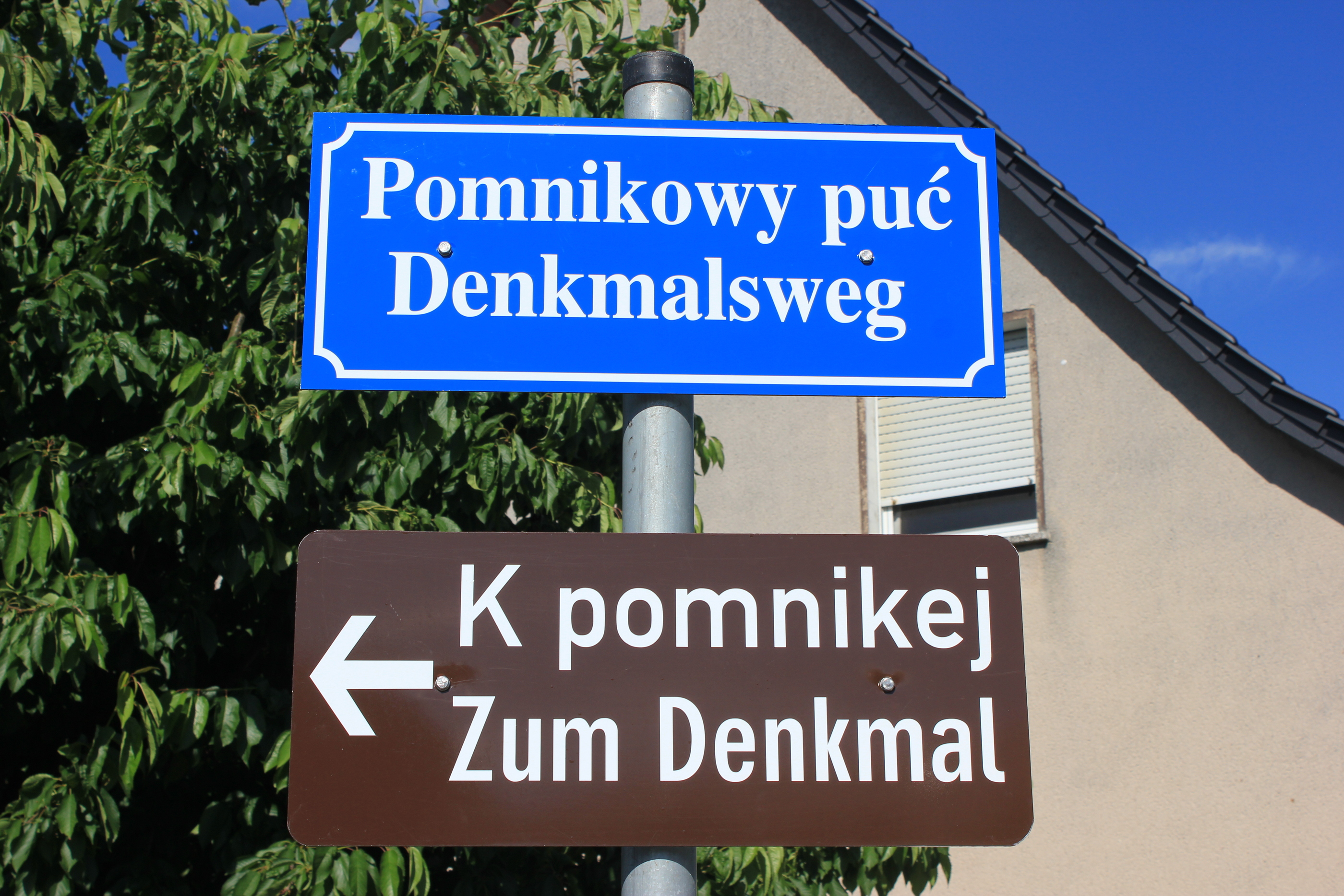
Zweisprachig sorbisch-deutsche Beschilderung in Crostwitz

Ein zweisprachiges Straßenschild ist ein Straßenschild, das in mehr als einer Sprache beschriftet ist. Sind drei oder mehr Sprachen angeführt, wird es auch als mehrsprachiges Straßenschild bezeichnet. Straßenschilder sind sowohl Bezeichnungen von Straßen und Texte auf Wegweisern als auch bei Verkehrszeichen. Dies schließt Ortstafeln ein.
Ihre Verwendung ist in manchen Gebieten gesetzlich angeordnet, so z. B. bei mehrsprachigen Verwaltungsbezirken bzw. Regionen oder dort, wo es wichtigen touristischen und kommerziellen Verkehr gibt (wie Flughäfen, Bahnhöfe, Häfen, Grenzübergangsstellen, Städtetourismus, internationale Flüge, Sitze internationaler Behörden usw.).
Artikel 14 Abs. 2 des Wiener Übereinkommens über Straßenverkehrszeichen schreibt vor, dass in Staaten, welche eine andere Schrift als das lateinische Alphabet benutzen, zusätzlich eine Umschreibung in lateinischer Schrift auf den Vorankündigungszeichen, Ortstafeln, Wegweisern, Bestätigungszeichen und Straßennamensschildern wiedergegeben werden muss, wobei diese nach Art. 14 Abs. 3 des Übereinkommens auch auf einem separaten Schild erscheinen kann.

## Länderbeispiele

### Deutschland
Zweisprachige Straßenschilder sind in Deutschland u. a. im sorbischen Siedlungsgebiet in Brandenburg und Sachsen gesetzlich vorgeschrieben. Das betrifft vor allem Ortstafeln und Wegweiser, während sonstige Verkehrs- und Zusatzzeichen nicht zweisprachig ausgeführt werden und über die Gestaltung von Straßennamensschildern die jeweilige Gemeinde entscheidet. In Schleswig-Holstein gibt es zudem deutsch-dänische und deutsch-friesische Straßenschilder und in mehreren Bundesländern hochdeutsch-niederdeutsche.
Seit März 2021 ist es in Mecklenburg-Vorpommern Städten und Gemeinden erlaubt, ein amtliches Zusatzschild unterhalb des Ortseingangsschilds zu führen, das den plattdeutschen Ortsnamen anzeigt. Davon wird u. a. seit März 2023 in Neubrandenburg (Niegenbramborg) und Stavenhagen (Stemhagen) sowie seit Juli 2022 in dem Dorf Breest (Breist) Gebrauch gemacht. Die Schilder sind weiß mit blauem Rand und blauer Schrift.
In der „Esperanto-Stadt“ Herzberg am Harz stehen im Stadtzentrum zweisprachige Wegweiser auf Deutsch und Esperanto wie „Rathaus / Urbodomo“, „Zentrum / Urbocentro“ oder „Fußgängerzone / Piedira zono“.
Da viele Japaner in Düsseldorf leben, die mit mehr als 8.400 Angehörigen die einzige Japantown Deutschlands bilden, wurden im Dezember 2021 in der Immermannstraße aus Gründen des Stadtmarketings vier auf Japanisch beschriftete zusätzliche Straßenschilder über bzw. unter den deutschen Schildern angebracht. Im März 2023 folgten im seit Jahrzehnten von marokkanischen Einwanderern geprägten Stadtteil Oberbilk zwei arabische Zusatzschilder in der Ellerstraße. Ebenfalls im März 2023 wurde im Stadtteil Gerresheim ein italienisches Straßenschild „Via della Vetreria“ in der Glashüttenstraße
montiert. Nach einem über den Integrationsrat an die Stadt herangetragenen Vorschlag der Grünen soll in jedem der zehn Stadtbezirke ein fremdsprachiges Zusatzschild angebracht werden. Die Pläne sind innerhalb der Stadtverwaltung umstritten, da befürchtet wird, dies könne zu einer Stigmatisierung von Stadtteilen führen und Tendenzen zur Segregation fördern.
In Saarbrücken hängt am Tbilisser Platz vor dem Staatstheater ein zweisprachiges Schild in deutscher und georgischer Sprache. Es erinnert an die im Jahr 1975 aufgenommene Städtepartnerschaft der saarländischen Landeshauptstadt mit der georgischen Hauptstadt Tbilissi (Tiflis).
Ebenfalls auf eine Städtepartnerschaft geht die zweisprachige Beschilderung der Bayonstraße im niederrheinischen Straelen zurück. Dort wurde unterhalb des amtlichen deutschen Straßenschilds ein andersfarbiges französischsprachiges Schild angebracht (Rue de Bayon), um die in Lothringen gelegene Partnerstadt zu ehren.

### Österreich
Im österreichischen Bundesland Burgenland wurden 260 zweisprachige Ortsschilder in 51 Gemeinden aufgestellt, da es verfassungsrechtlich verankert ist, autochthone Volksgruppen zu achten. Zweisprachige Ortstafeln gibt es zudem in Kärnten, sh. auch Ortstafelstreit.
In Österreich sind die Verkehrszeichen, mit Ausnahme der Ortstafeln und der Wegweiser, immer einsprachig.

### Italien
In einigen Regionen Italiens sind die Straßenschilder zwei- oder dreisprachig: In Südtirol (italienisch-deutsch, italienisch-deutsch-ladinisch), im Aostatal (italienisch-französisch) und in einigen Gegenden von Friaul-Julisch Venetien (italienisch-slowenisch) sowie in Alghero auf Sardinien (italienisch-katalanisch).

### Andere Länder
Zweisprachige Schilder sind darüber hinaus u. a. in Irland, Wales und Schottland (Englisch+Irisch/Walisisch/Schottisch-Gälisch), in der Bretagne (Französisch-Bretonisch), im Elsass (Französisch-Elsässisch/Deutsch, z. B. in Straßburg „Place de la République – Kaiserplatz“), im Slowenischen Küstenland (Slowenisch-Italienisch), in Teilen Polens (Polnisch+Deutsch/Belarussisch/Kaschubisch) oder im Kosovo (Albanisch-Serbisch) sowie in zahlreichen weiteren Ländern in Verwendung, zum Beispiel auch in mehrsprachigen Kantonen und Städten der Schweiz (Graubünden, Biel/Bienne, Fribourg/Freiburg etc.).
In Cambridge, Massachusetts, hat die Stadtverwaltung auf Anregung aus der Bürgerschaft im Dezember 2023 beschlossen, 70 Straßenschilder zweisprachig zu beschriften: auf Englisch und in der Sprache des in der Region ursprünglich ansässigen Massachusett-Stamms. Ähnliche Aktionen in Bezug auf die Sprachen der indigenen Bevölkerung gibt es bereits in mindestens sechs weiteren US-Bundesstaaten, darunter Iowa, New York, Minnesota und Wisconsin.

## Beispiele zweisprachiger Straßenschilder

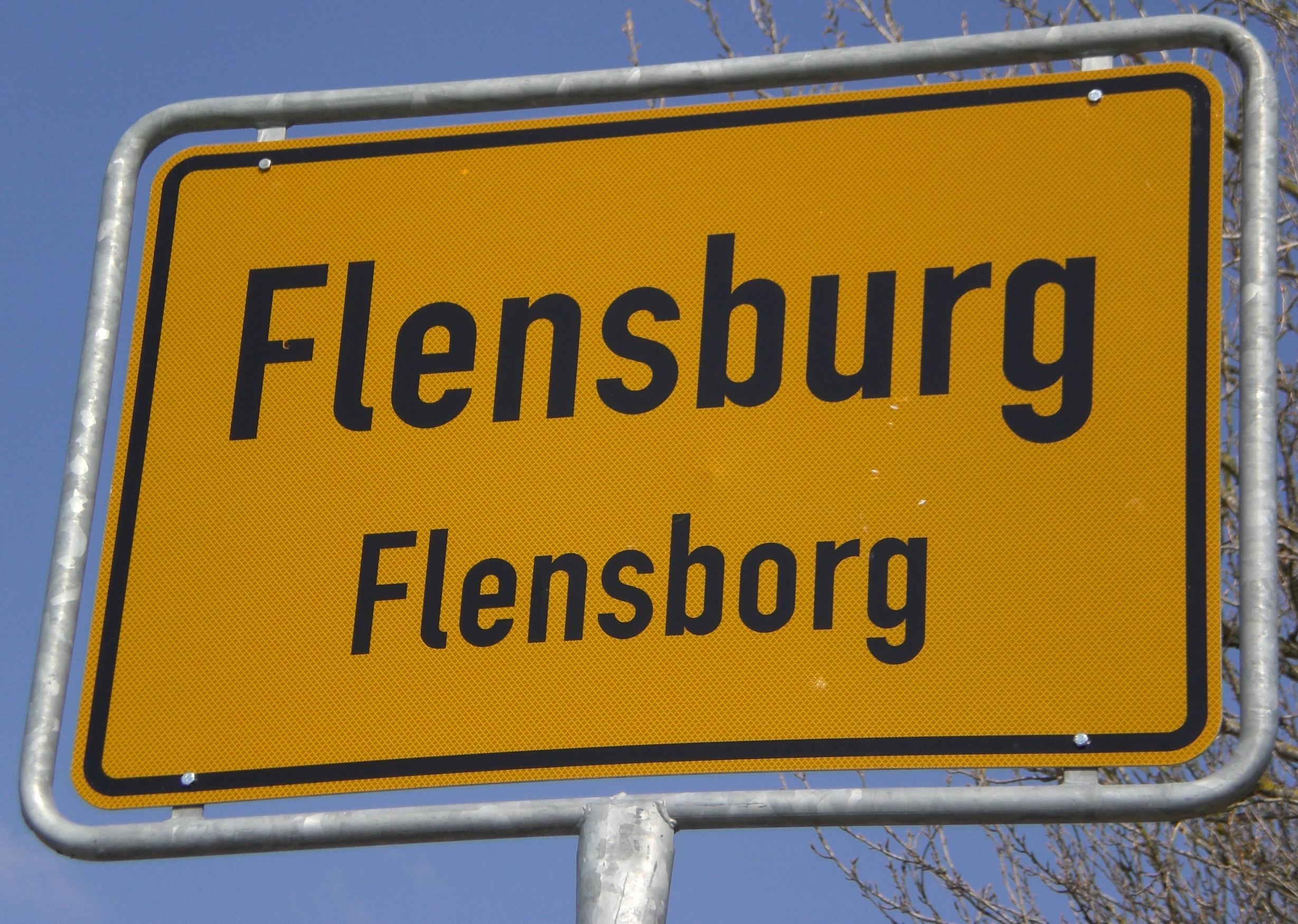
Deutsch-dänisches Ortsschild in Flensburg
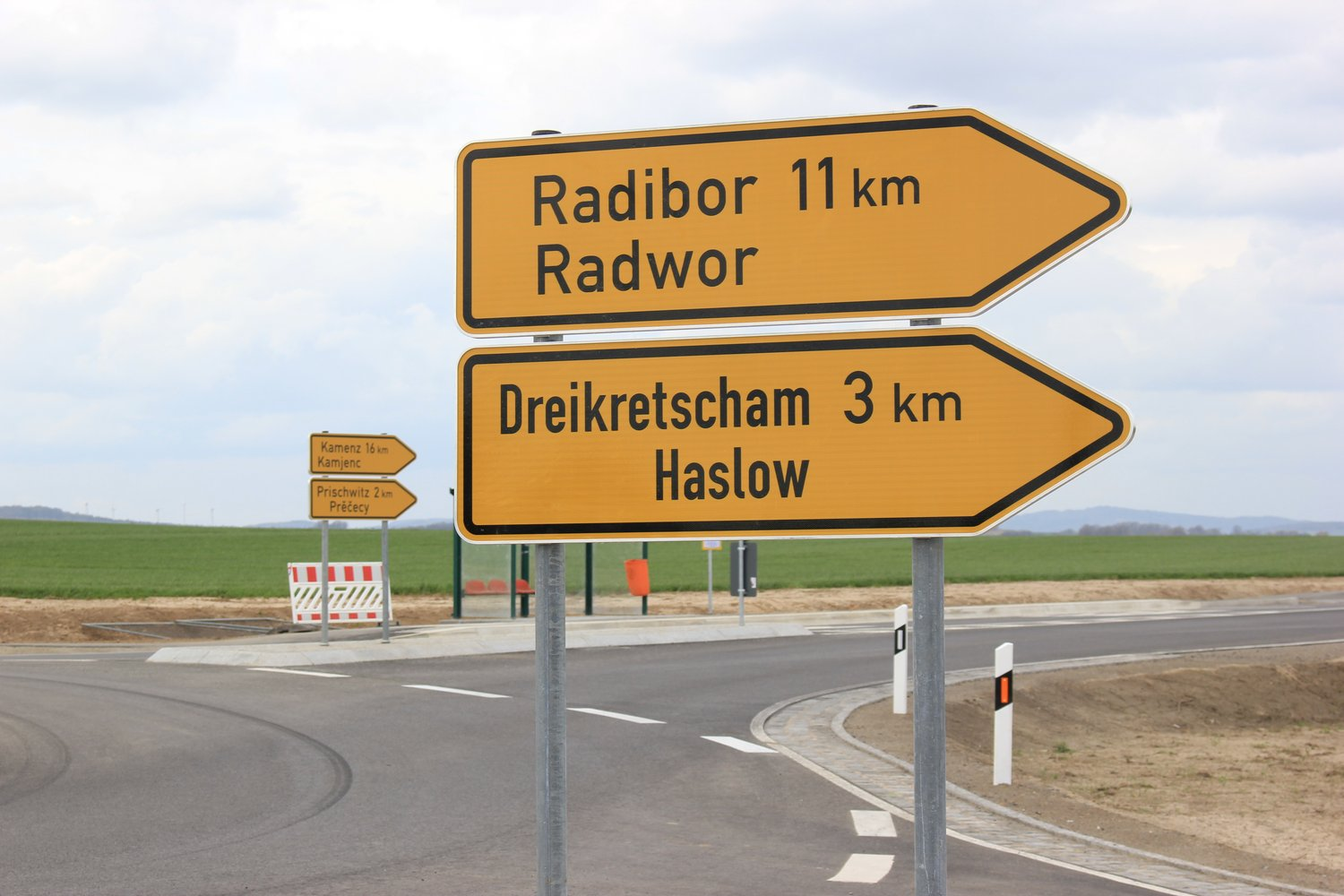
Deutsch-sorbischer Wegweiser bei Göda in der Oberlausitz
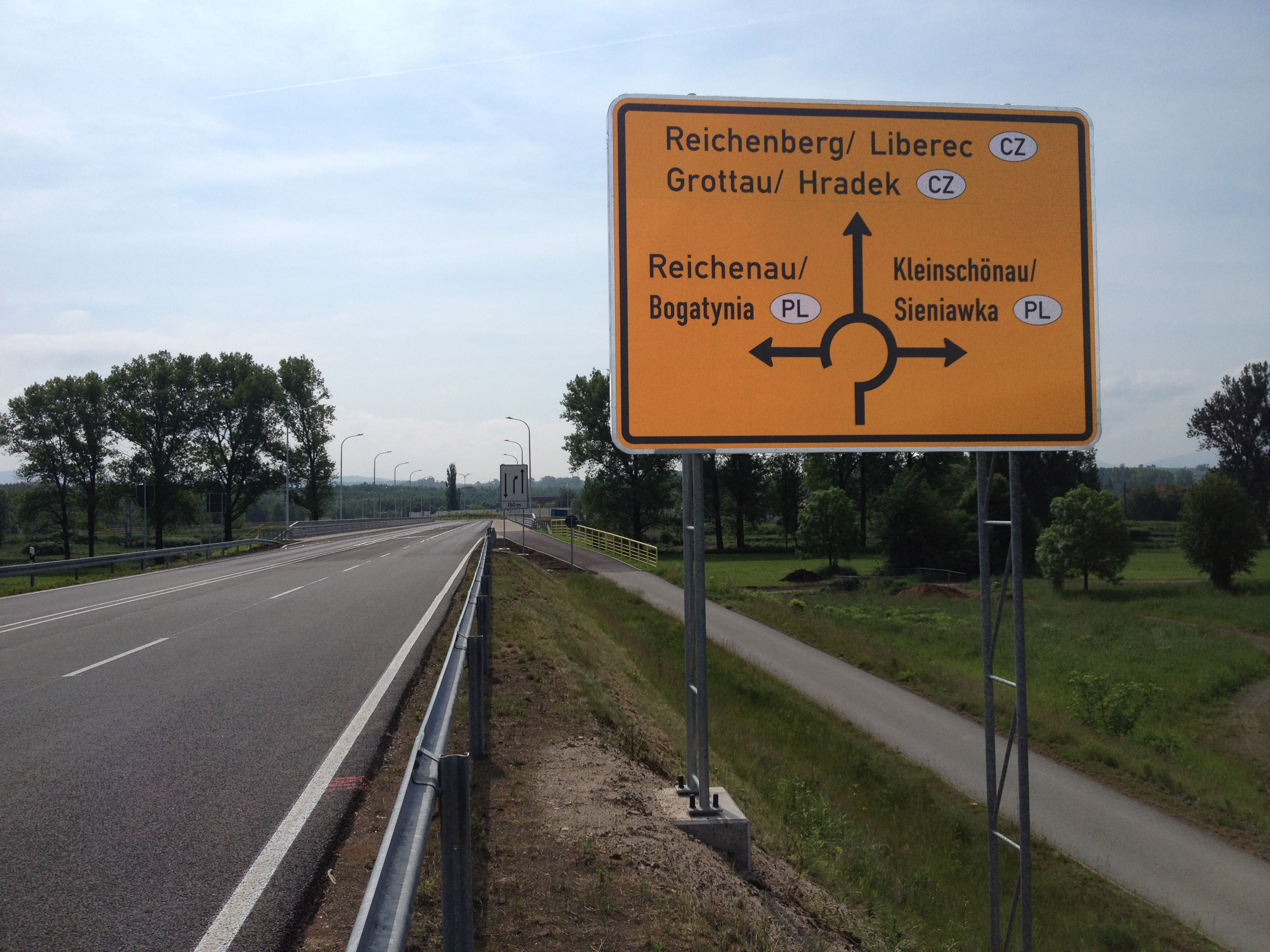
Trinationaler Grenzübergang nach Polen und der Tschechischen Republik in Zittau
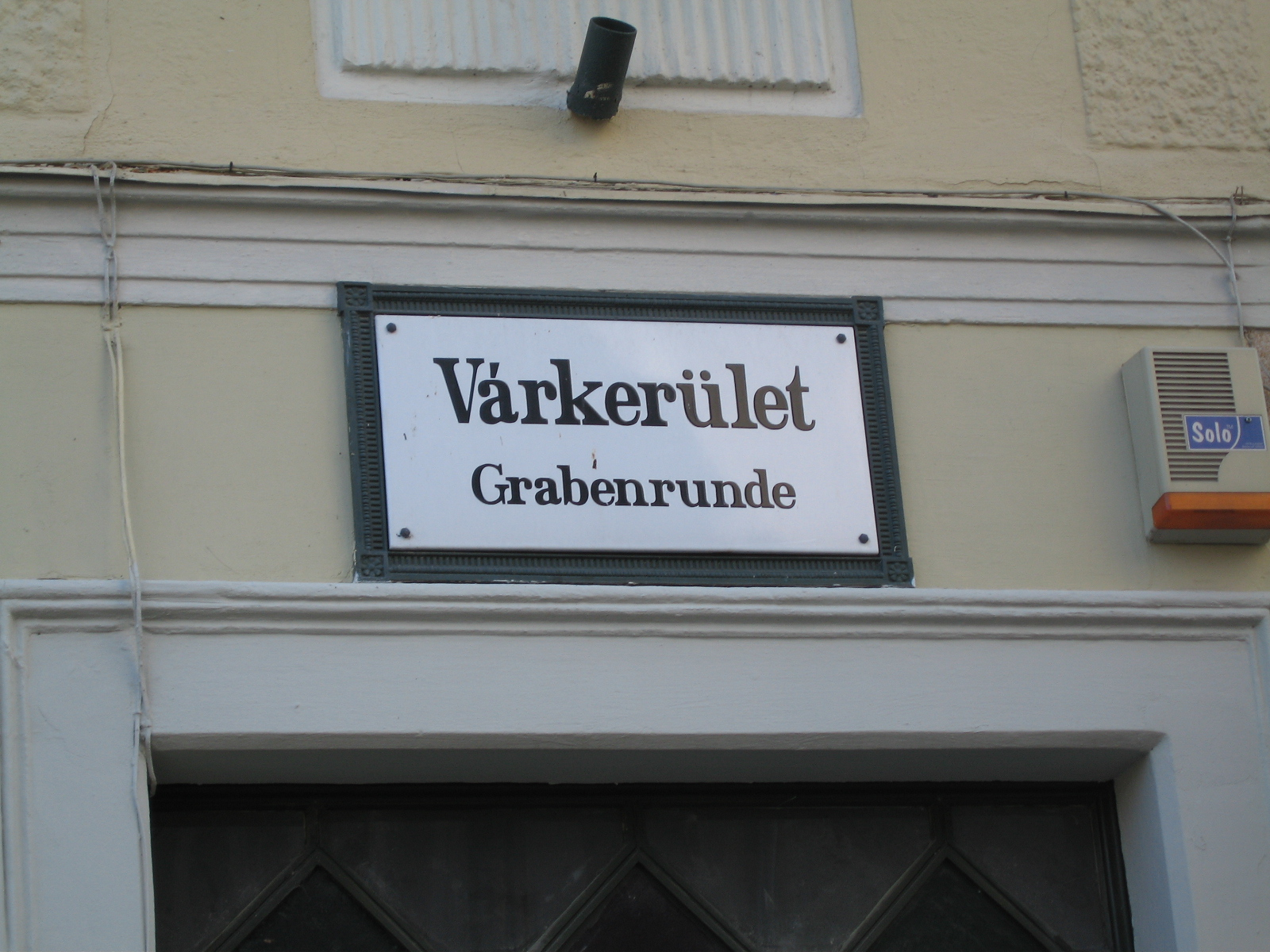
Ödenburg (Sopron) nahe der österreichischen Grenze ist eine der wenigen Städte in Ungarn, in denen es zweisprachige Straßenschilder gibt
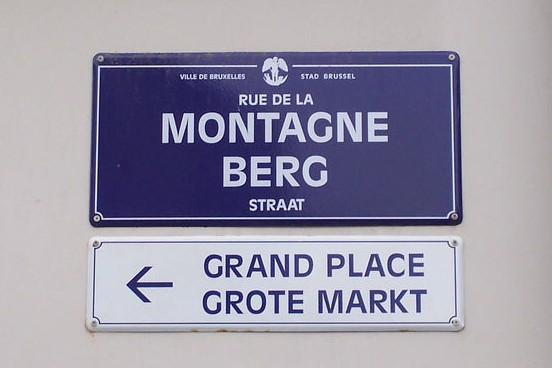
Straßenschild in Brüssel
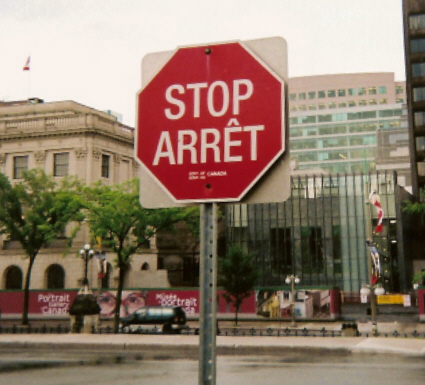
Zweisprachiges Verkehrszeichen in Ottawa, Ontario, Kanada
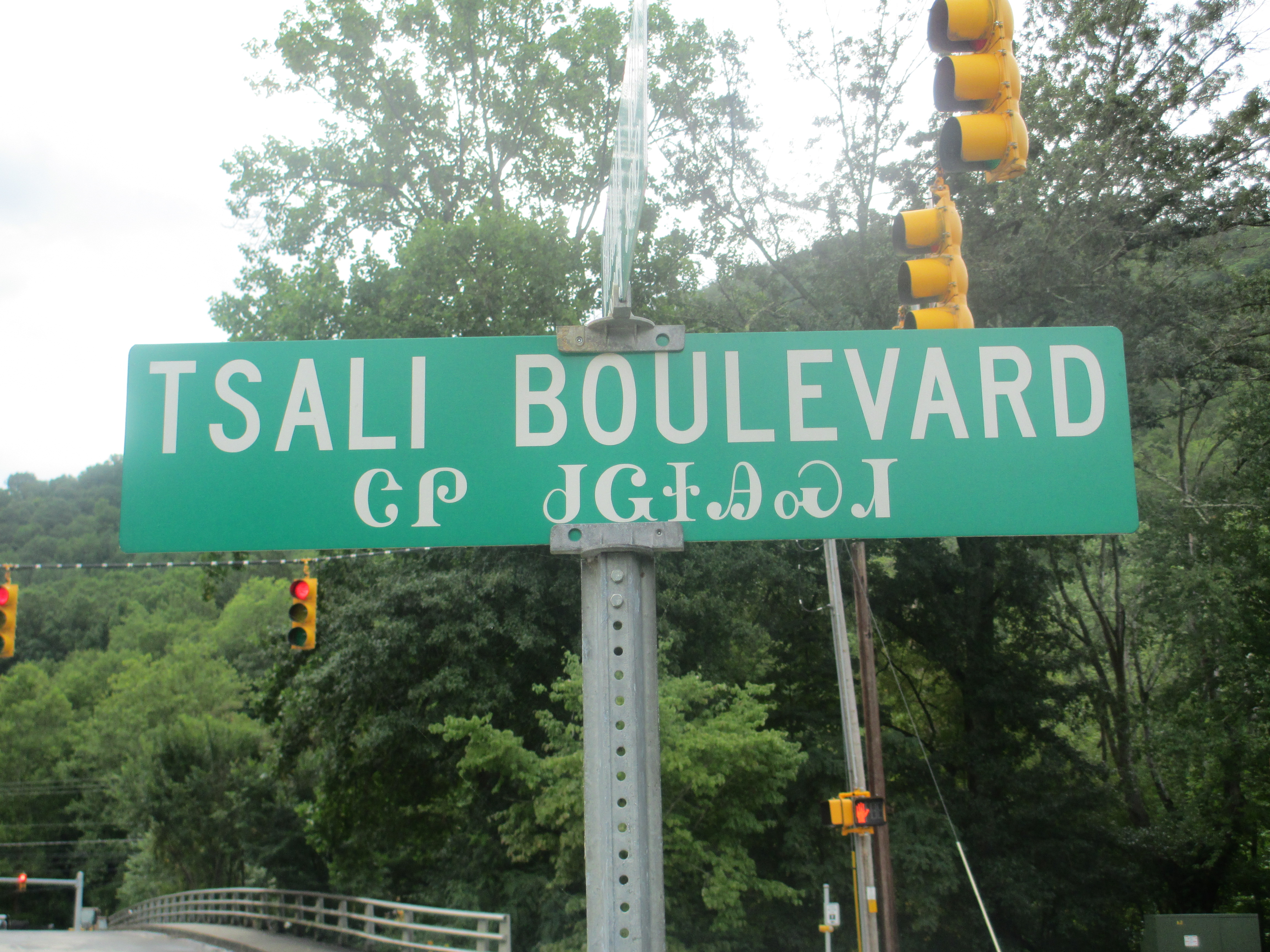
Tsali Boulevard in Cherokee (North Carolina)
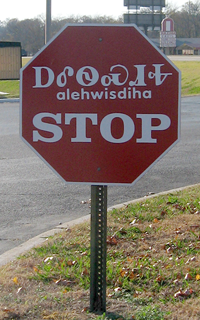
Verkehrsschild in Tahlequah (Oklahoma)
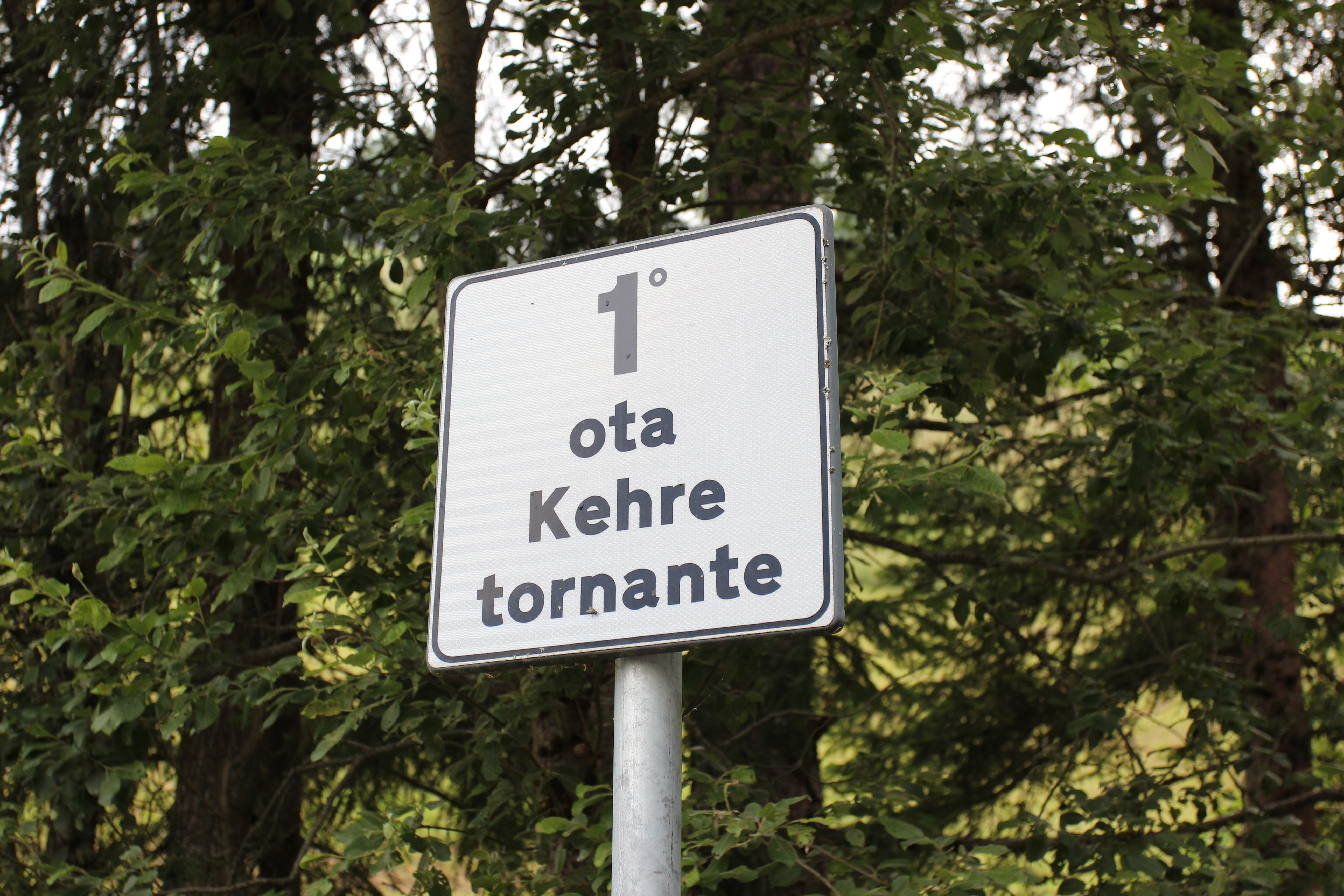
Dreisprachiges Straßenschild im ladinischsprachigen Gebiet in Südtirol
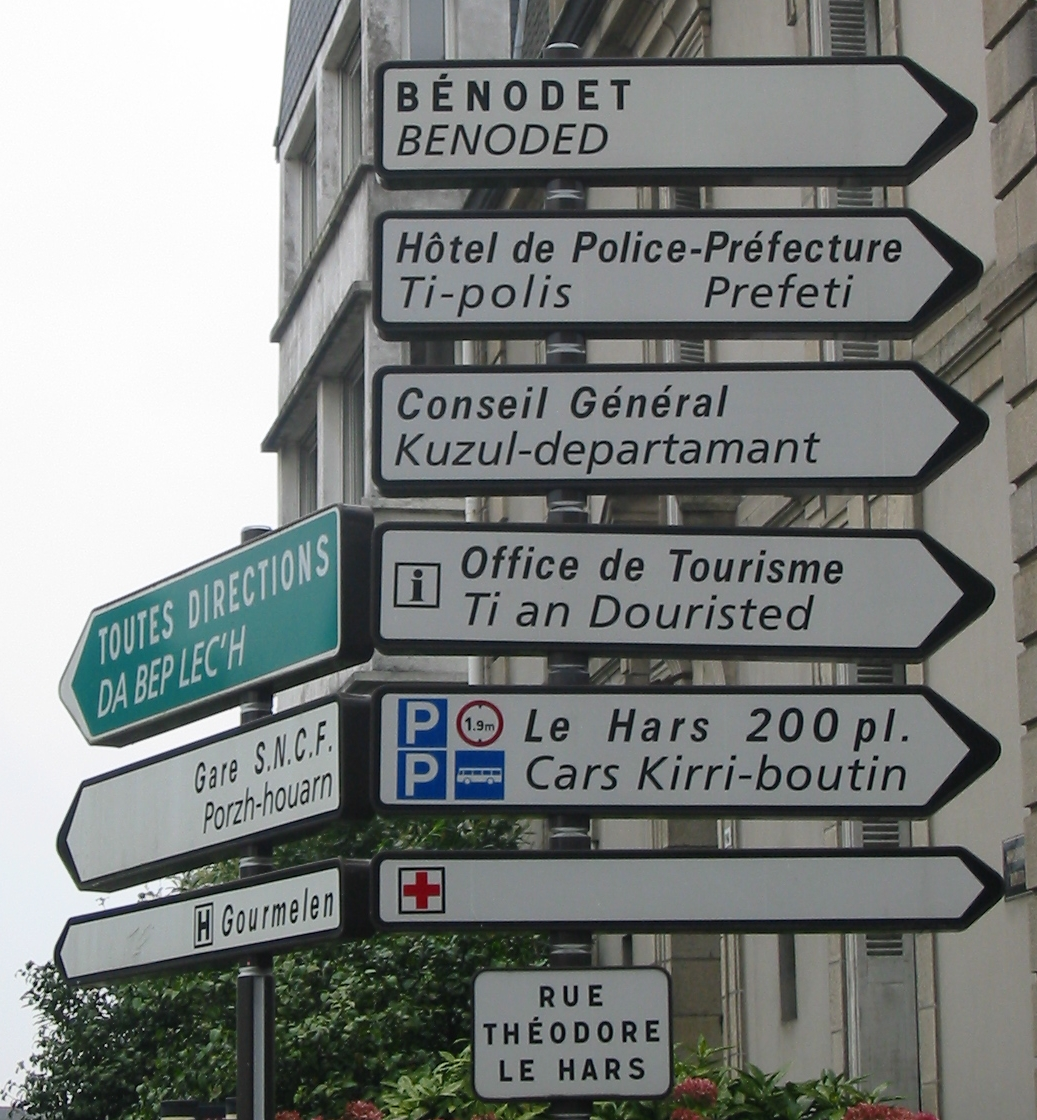
Bretonisch – Französisch in Kemper
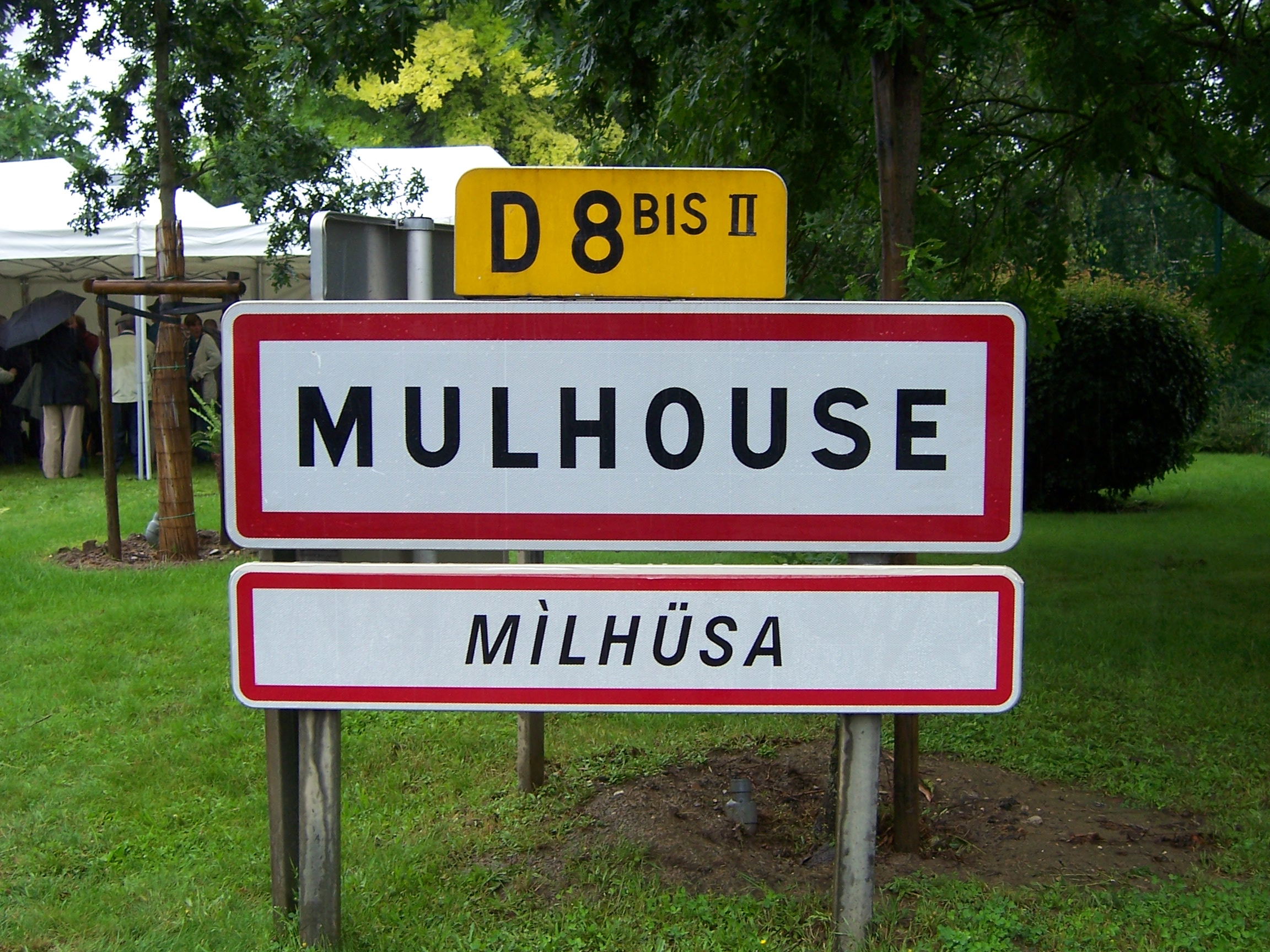
Elsässisch – Französisch in Mülhausen (Mulhouse)
Japan
Saudi-Arabien
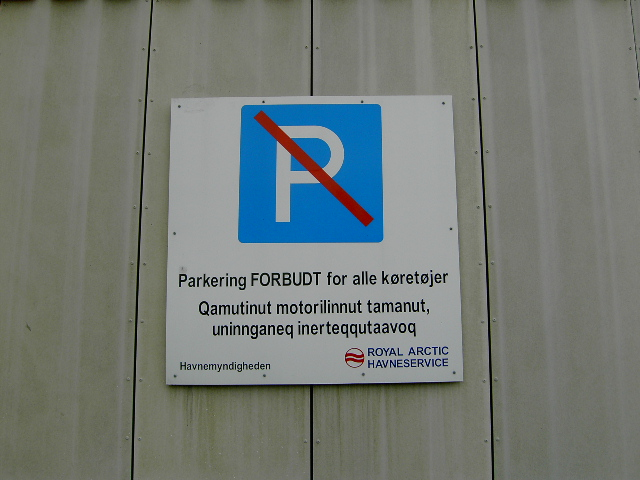
Grönländisch – Dänisch in Sisimiut
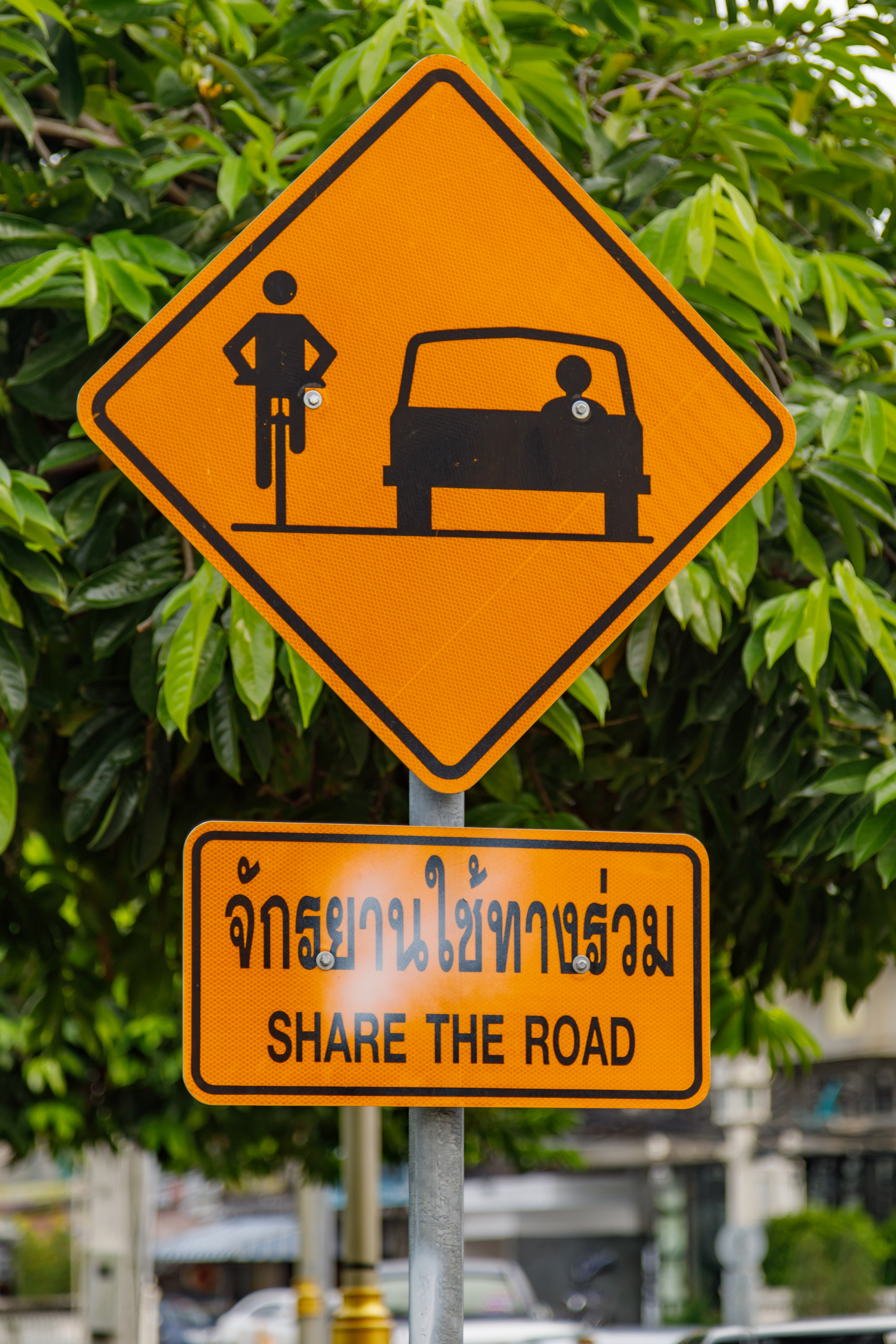
Thailändisch – Englisch in Thailand
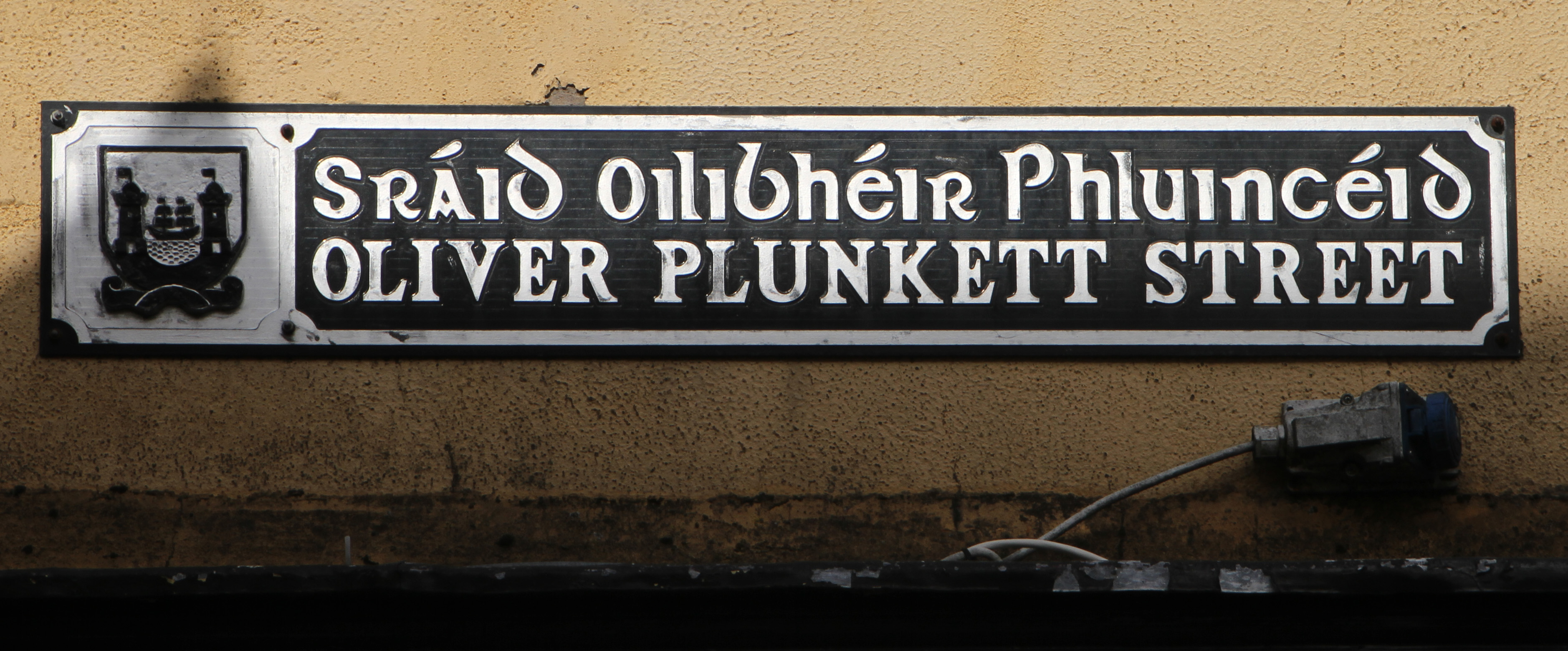
Irisch und Englisch in Cork, Irland
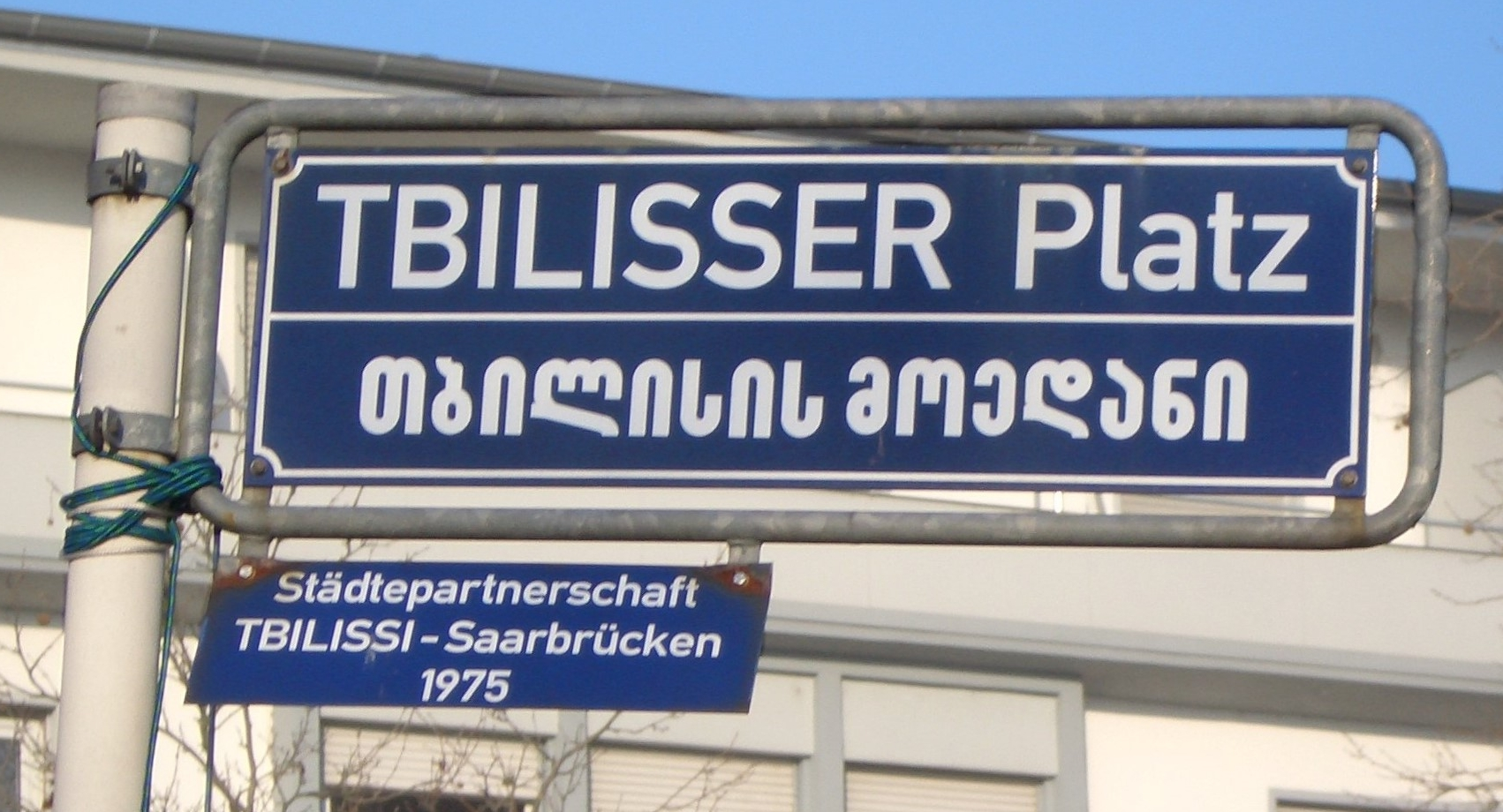
Deutsch-georgisches Straßenschild in Saarbrücken, das an die Städtepartnerschaft mit Tbilissi erinnert
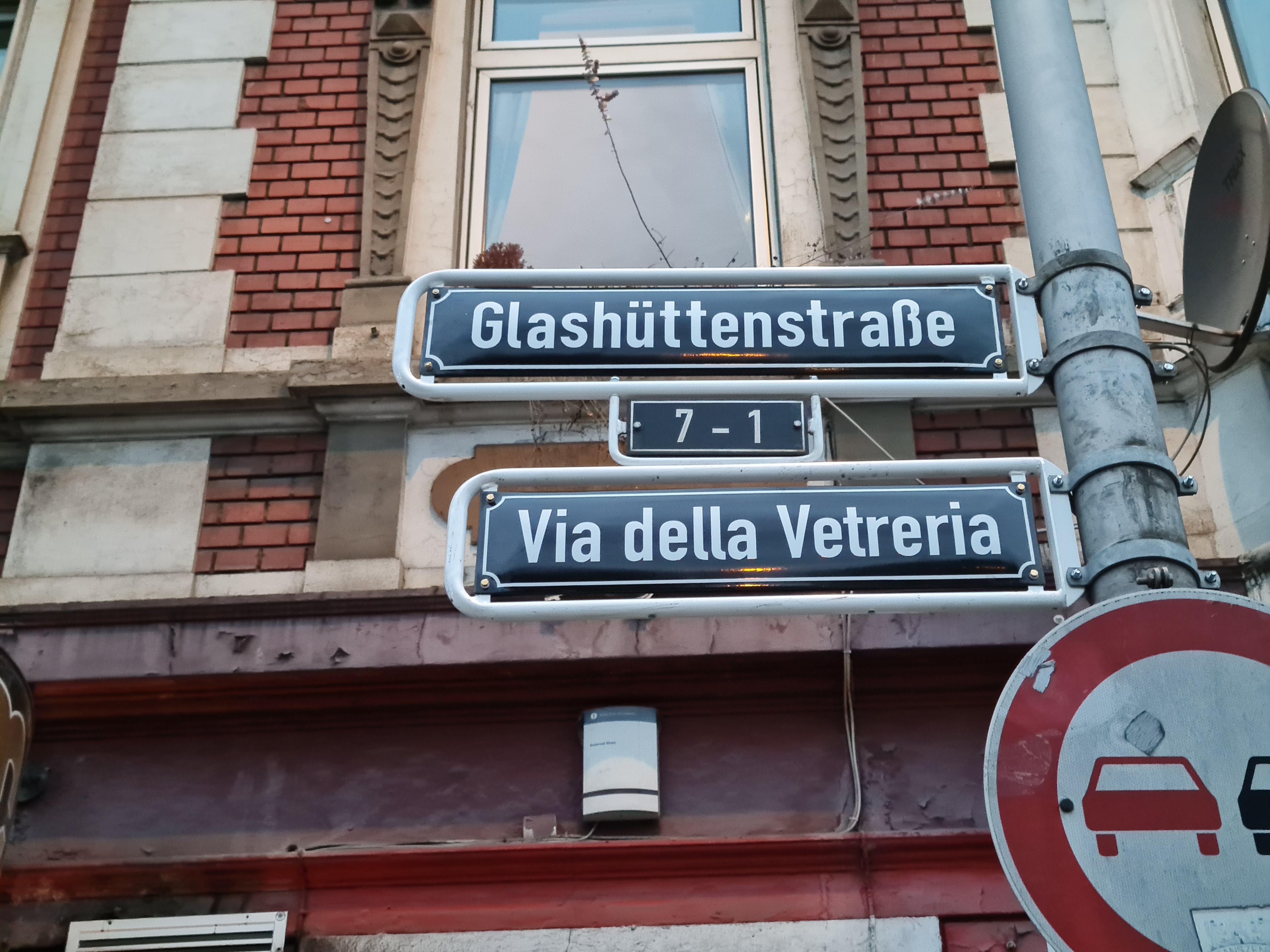
Deutsch-italienisches Straßenschild in Düsseldorf
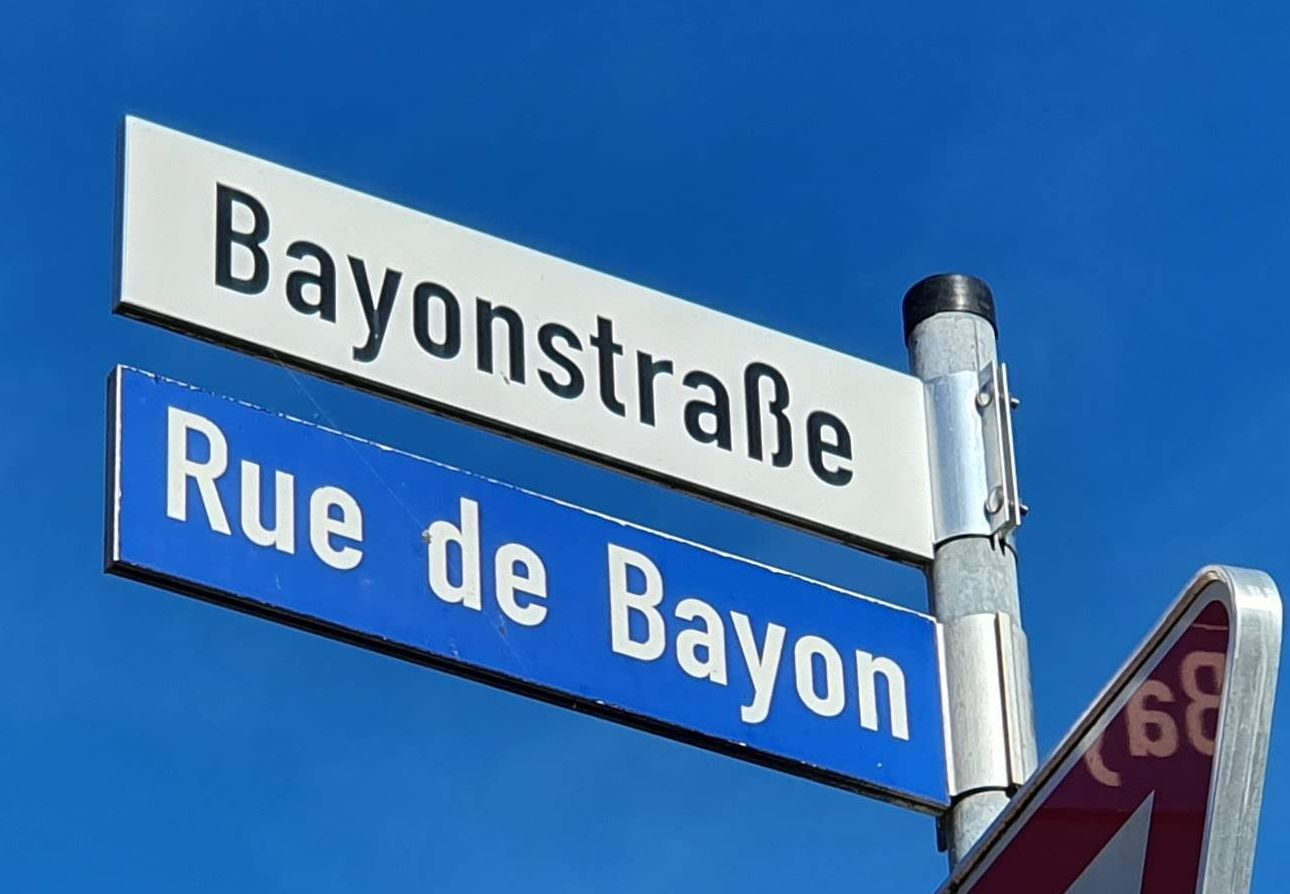
Zweisprachige, deutsch-französische Beschilderung der Bayonstraße im niederrheinischen Straelen
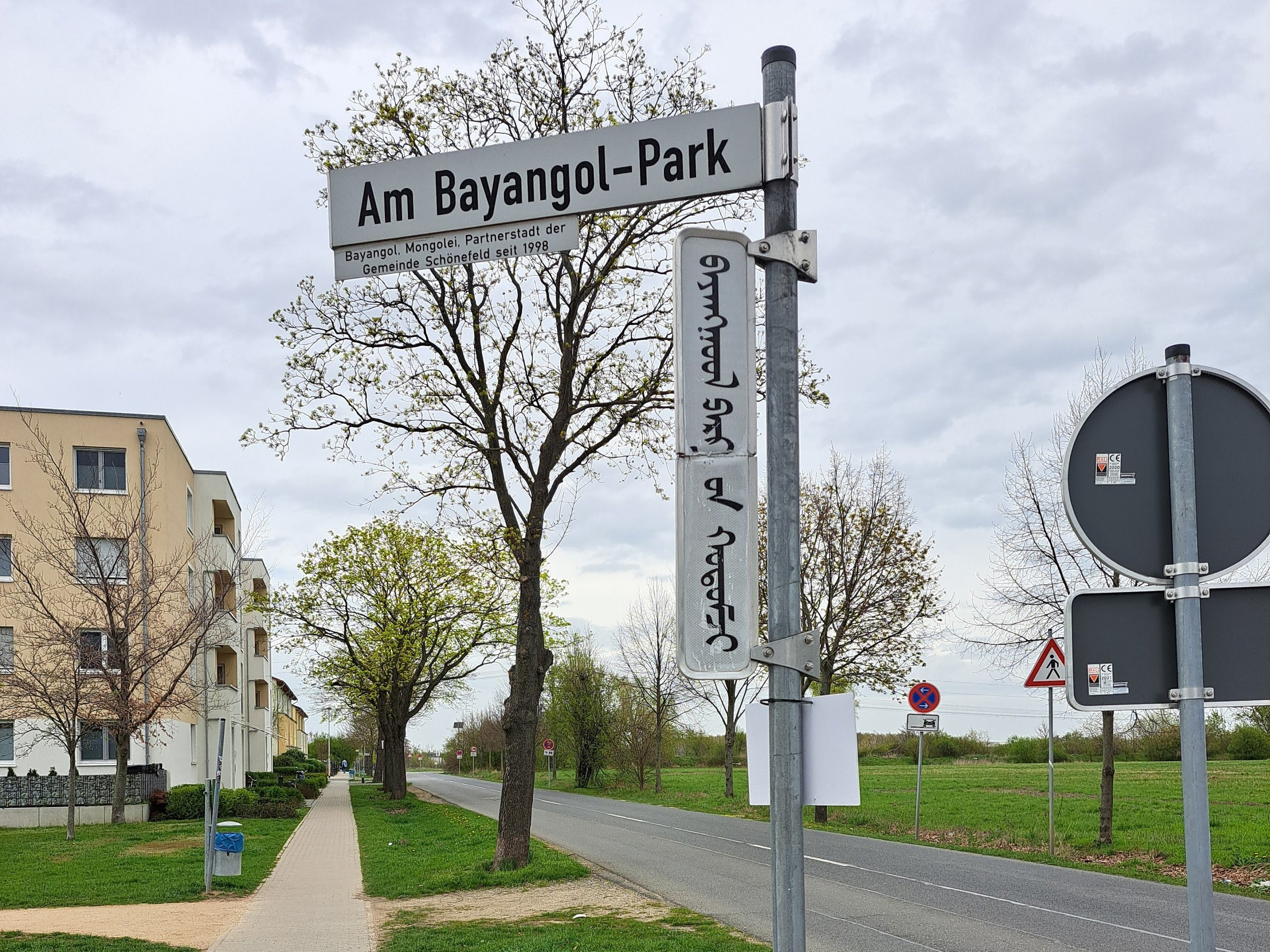
Deutsch-mongolisches Straßenschild in Schönefeld
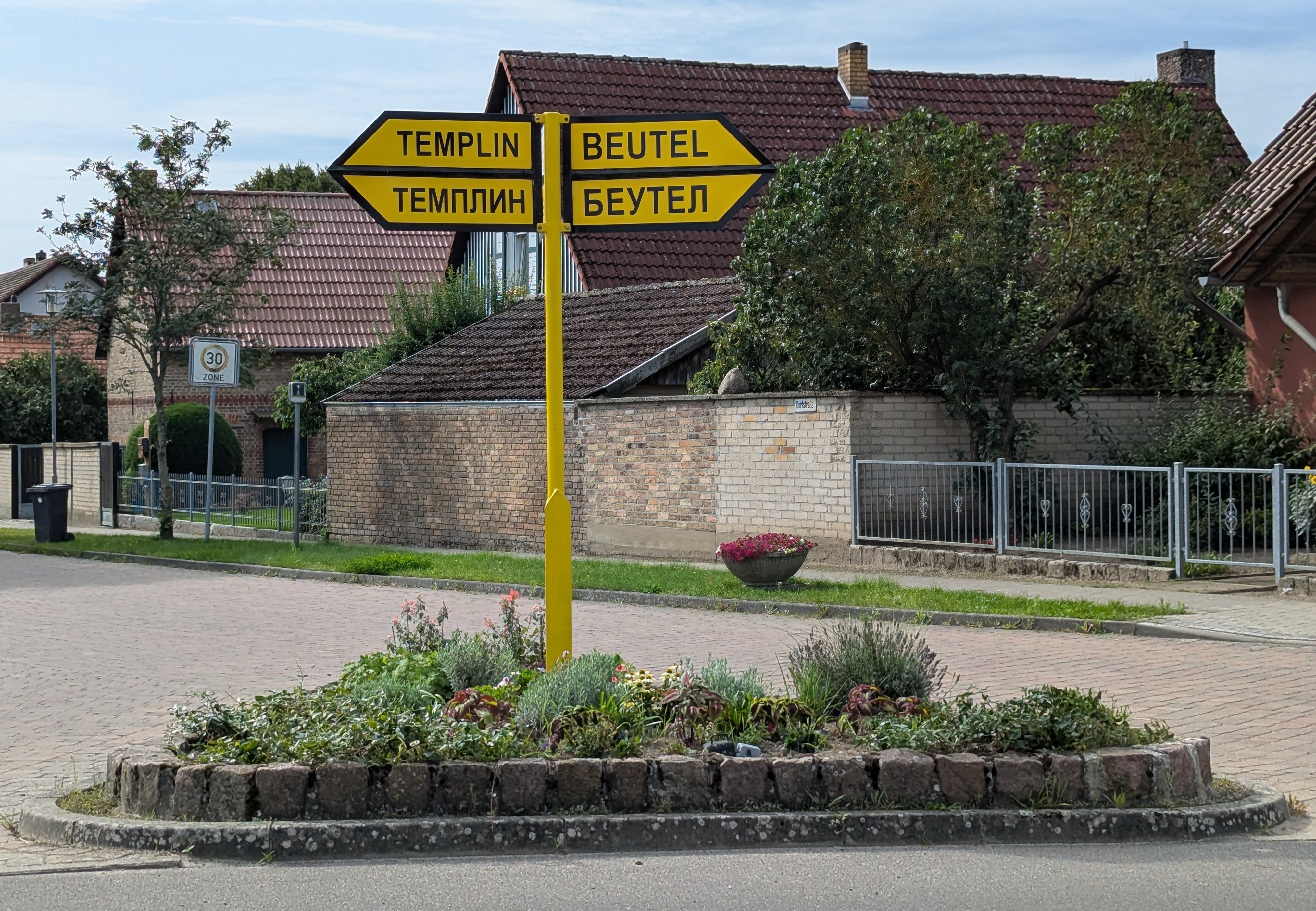
Historischer zweisprachiger Wegweiser (Deutsch-Russisch) in Röddelin bei Templin